# Cabo Drake
O Cabo Drake (69° 13′ S, 158° 15′ L) é um cabo formando o lado oeste da entrada para a Baía de Davies. Foi descoberto a partir do Terra Nova sob o comando tenente Harry L.L. Pennell, Marinha Real, em fevereiro de 1911. Recebeu o nome de Francis R.H. Drake, meteorologista a bordo do Terra Nova.